# Bajuni

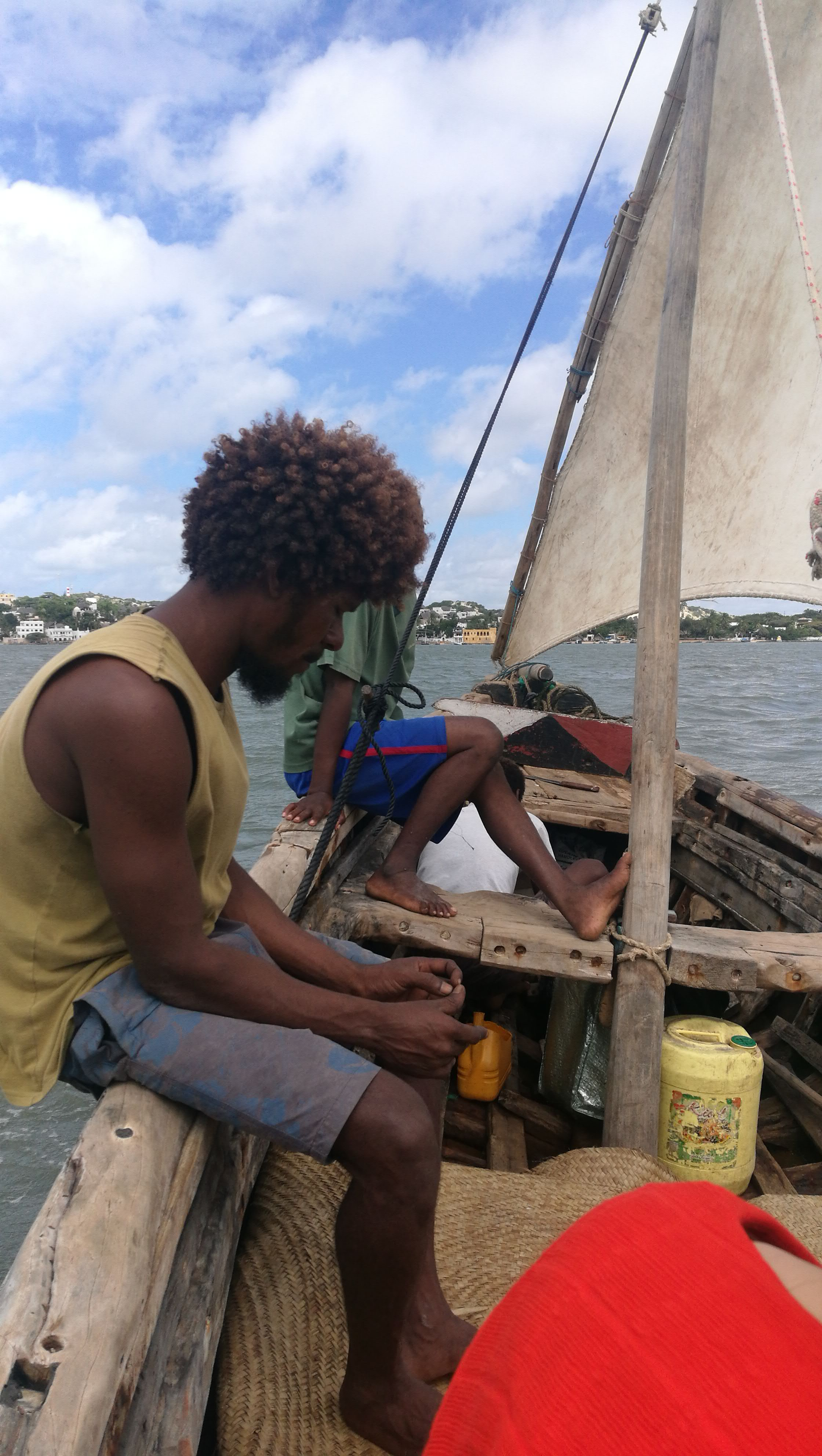
Imatge d'un bot pesquer de l'ètnia Bajuni.

Els bajuni són un grup ètnic que viu principalment al sud de Somàlia a la zona de Kismaayo. Són tradicionalment pescadors o mariners encara que una part es dedica a l'agricultura. Ell s'anomenen wabajuni i parlen el kibajuni, proper del suahili. Són musulmans i el seu dialecte inclou moltes paraules islàmiques, més que el suahili de l'interior. El llenguatge té le seva pronunciació pròpia.
A causa de la guerra civil alguns bajuni s'han refugiat als Estats Units i Europa.